# Marjandi
Marjandi is een bestuurslaag in het regentschap Simalungun van de provincie Noord-Sumatra, Indonesië. Marjandi telt 2630 inwoners (volkstelling 2010).